# Somethin’ Else
Somethin’ Else ist ein 1958 aufgenommenes und veröffentlichtes Jazz-Album von Cannonball Adderley.

## Das Album
Das Album, eine der wenigen Aufnahmen, auf denen Miles Davis für Blue Note Records auftrat, gilt als Meilenstein des Hard Bop. Viele Kritiker und Jazzfans zählen es zu den besten Jazz-Alben aller Zeiten.
Am Album wirkten Art Blakey am Schlagzeug, Hank Jones am Piano und Sam Jones am Bass mit.
Lange wurde das Ausmaß von Miles Davis’ Einfluss diskutiert. Es wurde spekuliert, dass es sich um eine Miles-Davis-Aufnahme handelte, die nur aus vertraglichen Gründen unter Adderleys Namen veröffentlicht wurde. Davis selbst sagte dazu: Cannonball asked me to play on the date, which I did as a favor. The record was called Somethin’ Else and was very nice.
Davis spielt einige der ersten Solos und suchte den Liner-Notes zufolge das meiste Material aus. Das Album beginnt mit einer als definitiv angesehenen Aufnahme von Autumn Leaves. Das Stück hat eine relativ lange Einleitung in Moll, gefolgt von Soli von Cannonball Adderley, Miles Davis and Hank Jones und endet mit einem Arrangement in Moll. Love for Sale beginnt mit einer Klavierimprovisation von Hank Jones, Davis spielt eine gedämpfte Trompete. Beim Spiel von Adderley ist der Einfluss von Charlie Parker zu spüren. Somethin’ Else wird im 12-taktigen Blues-Schema gespielt, obwohl es sich durch die komplexe harmonische Struktur nicht um einen Blues im herkömmlichen Sinn handelt. One for Daddy-o ist ein einfacher, eingängiger Blues, Dancing In the Dark ist eine Ballade.
Davis spielte noch viele Jahre die Stücke Autumn Leaves und Love for Sale und komponierte auch das Titelstück. Am Ende des Stücks One for Daddy-O fragt Davis den Produzenten Alfred Lion: „Is that what you wanted, Alfred?“ Die Zusammenarbeit von Davis und Adderley setzte sich 1959 auf Davis’ Jahrhundertwerk Kind of Blue fort.

## Rezeption
Die Musikzeitschrift Jazzwise wählte es auf Platz 58 in der Liste The 100 Jazz Albums That Shook the World. Keith Shadwick schrieb:

“Adderley was about to push into the soul-jazz era when he made this one-off for Blue Note. In a sense it was a vale to what had passed between the altoist and Miles Davis during the time they shared the bandstand in the Miles Davis Sextet, complete with Miles’ compulsive borrowings from Ahmad Jamal and the delicate balance struck between the beautiful simplicity of the emerging modernist simplicity and Cannon’s natural ebullience. Miles got the altoist to shine through ballads and burnished blowing throughout, complementing in fine style while the rest of the crew kept a discreet distance.”

„Adderley war im Begriff in die Soul-Jazz-Ära zu drängen, als er sein einziges Album für Blue Note machte. In gewissem Sinne war es ein Lebewohl zu dem, was zwischen dem Altoisten und Miles Davis gewesen war in der Zeit, als sie die Bühne im Miles Davis Sextet teilten, einschließlich Miles zwanghafter Anleihen an Ahmad Jamal und des empfindlichen Gleichgewichts, das zwischen der schönen Einfachheit der aufkommenden modernistischen Einfachheit und Cannons natürlichen Überschwang entstand. Miles brachte den Altoisten zum Erstrahlen durch Balladen und durchgängig aufpoliertes Spiel und ergänzte mit feinem Stil, während der Rest der Mannschaft einen diskreten Abstand hielt.“

Das Magazin Rolling Stone wählte das Album 2013 in seiner Liste Die 100 besten Jazz-Alben auf Platz 13.

## Titelliste
Seite 1:
1. Autumn Leaves (Joseph Kosma, Johnny Mercer, Jacques Prévert) – 11:01
2. Love for Sale (Cole Porter) – 7:06

Seite 2:
1. Somethin’ Else (Miles Davis) – 8:15
2. One for Daddy-O (Nat Adderley, Sam Jones) – 8:26
3. Dancing in the Dark (Howard Dietz, Arthur Schwartz) – 4:07

Bonustrack (CD):
1. Bangoon (Original als Alison’s Uncle veröffentlicht) (Hank Jones) – 5:05

## Produktion
- Produzent: Alfred Lion
- Toningenieur: Rudy Van Gelder
- Design: Reid Miles

## Sonstiges
Die CD enthält den Bonus-Track Bangoon (Allison’s Uncle), bei dem es sich um eine Komposition von Hank Jones handelt. Der Song verdankt seinen Titel Allison’s Uncle dem Umstand, dass Cannonballs Bruder Nat Adderley Vater eines Mädchens namens Allison wurde.
Das Album wurde von Blue Note auch als Doppel-CD Somethin' Else/Di Battista herausgegeben. Das zweite Album stammt von Stefano Di Battista.